# Bennard Yao Kumordzi
Bennard Yao Kumordzi, né le 21 mars 1985 à Accra au Ghana, est un footballeur ghanéen. Il évolue actuellement au KV Courtrai au poste de Milieu défensif.

## Carrière

### En sélection
Il a participé à la Coupe d'Afrique des nations 2008 avec le Ghana. Il compte actuellement 8 sélections pour 1 but marqué.

#### But en sélection
| Buts | Date         | Lieu    | Adversaire | Score | Compétition  |
| ---- | ------------ | ------- | ---------- | ----- | ------------ |
| 1    | 27 juin 2007 | Teheran | Iran       | 3-1   | Match amical |

## Palmarès
- Vainqueur de la Coupe de Belgique en 2013 avec le RC Genk